# Gérard Thiélin

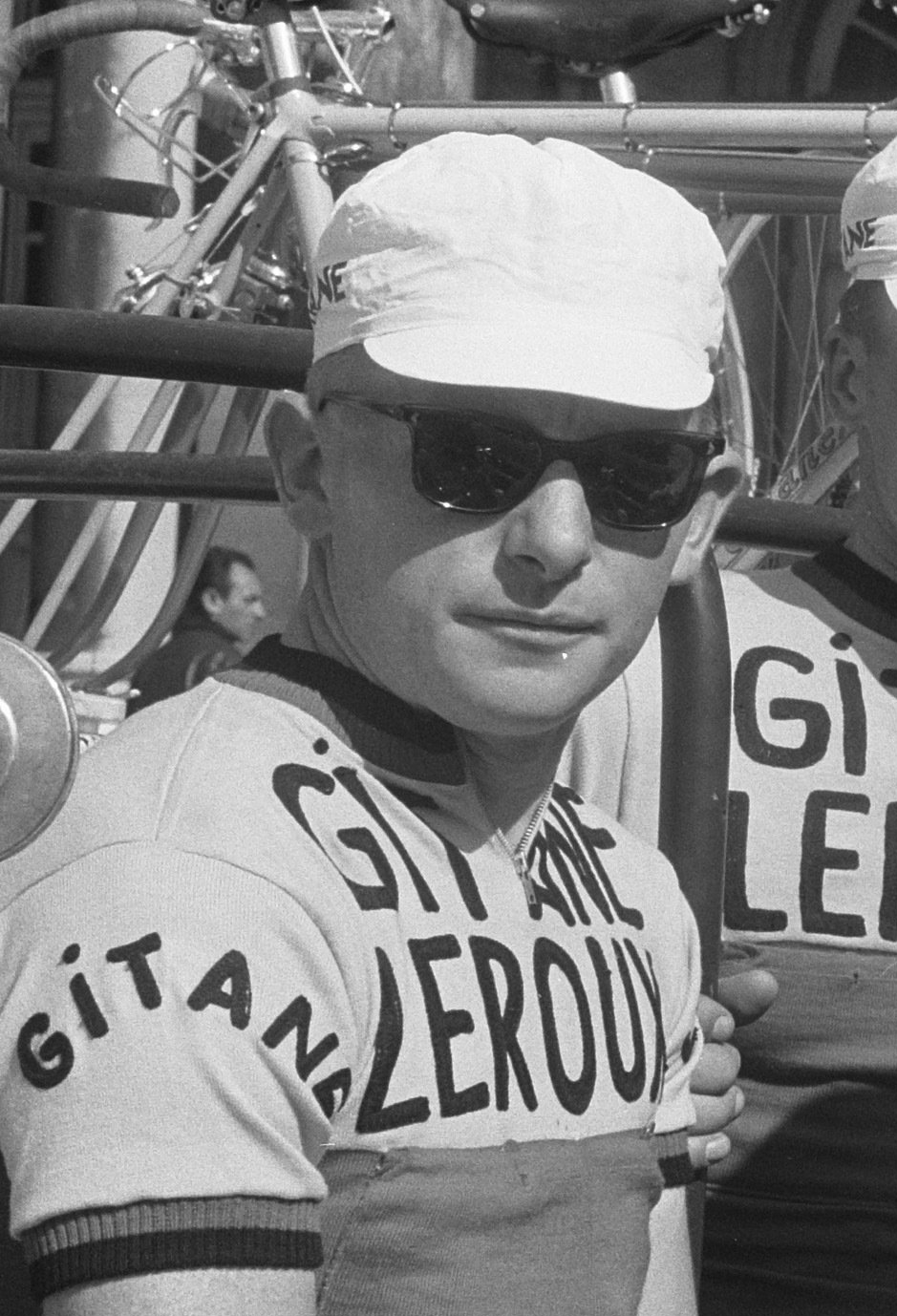
Gérard Thiélin (1962)

Gérard Thiélin (* 29. März 1935 in Faverolles-sur-Cher; † 20. September 2007 in Cholet) war ein französischer Radrennfahrer.

## Sportliche Laufbahn
Thiélin war im Straßenradsport aktiv. Als Amateur wurde er 1955 Zweiter im Einzelzeitfahren Grand Prix de France hinter Gérard Saint und 1958 Dritter der Route de France hinter dem Sieger Guy Ignolin.
Thiélin war von 1959 bis 1966 Berufsfahrer. Er gewann die Tour de l’Aude 1960 und wurde Dritter im Critérium du Dauphiné. 1961 siegte er im Circuit d’Aquitaine, wobei er eine Etappe gewann. 1962 gewann er das Etappenrennen Tour du Sud-Est vor René Privat.
Viermal startete er in der Tour de France an der Seite von Jacques Anquetil. 1960 und 1962 schied er aus, 1961 wurde er 41., 1963 dann 31. des Endklassements. Im Giro d’Italia 1966 wurde er 79. Die Vuelta a España fuhr er 1961 und 1965, wobei er jeweils ausschied. 1963 wurde er 17.

## Berufliches
Nach seiner Laufbahn arbeitete er für eine große Süßwarenfirma als Vertreter.